# (7634) Shizutani-Kou
(7634) Shizutani-Kou (1982 VO3) – planetoida z pasa głównego asteroid okrążająca Słońce w ciągu 5,67 lat w średniej odległości 3,18 j.a. Odkryta 14 listopada 1982 roku.